# عبد الكريم ابن طاووس
عبد الكريم ابن طاووس (1250 - 8 سبتمبر 1294) فقيه مسلم عراقي في القرن 13 م/ 7 هـ. ولد في كربلاء ونشأ في الحلة وتعلم على أبيه وعمه رضي الدين عليّ والمحقق الحلّي ثم انتقل إلى الكاظمية وعيّن نقيب العلويين فيها ونسابتهم. له من مؤلفات حواشي المجدي في النسب والشمل المنظوم في مصنفي العلوم و فرحة الغري في تعيين مرقد أميرالمؤمنين عليه‌السلام. توفي في الكاظمية ودفن في النجف في العتبة العلوية.

## سيرته
ولد السيّد غياث الدين عبد الكريم بن أحمد بن موسى بن جعفر ابن طاووس الحسني الحلّي في كربلاء شهر شعبان سنة 648 هـ/ نوفمبر 1250 ونشأ في الحلة على أبيه وأعلام أُسرته الحسنية العالمة، فقرأ على أبيه وعمه رضي الدين عليّ والمحقق الحلّي وغيرهم من الفقهاء. انتقل إلى الكاظمية في بغداد وسكنها، وكان فيها نقيب العلويين ورئيسهم ونسابتهم. أصبح من كبار الفقهاء شيعة اثنا عشرية وبرز في الحديث والتاريخ والنحو والعروض والإنشاء والشعر وكان حافظاً للقرآن.

من جملة اساتذته والده احمد بن موسى وعمه علي بن موسى والمحقق الحلي و نصير الدين الطوسي ويحيى بن سعيد القمي ومن تلاميذه احمد بن داود الحلي وعبد الصمد بن ابي الجيش الحنبلي وعلي بن حسين بن حماد الليثي.

وكان منزله محل اجتماع كبار العلماء والشخصيات وكانت تقام فيه الندوات العلمية، وكان فقيها بارزا وشاعرا وخبيرا بالأنساب.

توفي في الكاظمية 16 شوال سنة 693 هـ/ 8 سبتمبر 1294 م ونقل إلى النجف ودفن في العتبة العلوية بالصحن الشريف عند أهله في الرواق المطهر عند رجلي الإمام علي بن أبي طالب.

## مؤلفاته
- حواشي المجدي في النسب
- الشمل المنظوم في مصنفي العلوم
- فرحة الغري في تعيين مرقد أميرالمؤمنين عليه‌السلام